# Fermi Linux
Fermi Linux è il nome generico per le distribuzioni Linux che vengono create e utilizzate presso il Fermi National Accelerator Laboratory (Fermilab). Queste versioni hanno avuto nomi diversi: Fermi Linux, Fermi Linux LTS, LTS, Fermi Linux STS, STS, Scientific Linux Fermi, SLF. Ai fini di questa voce possono essere usati in modo intercambiabile per designare una versione di Linux specifica per il Fermilab.
Al momento attuale, l'unico Fermi Linux ufficialmente supportato è Scientific Linux Fermi, che è basato su Scientific Linux.
Fermi Linux è nato come estensione del PC Pilot Project guidato da Connie Sieh. Un'iniziativa del Fermilab per cercare un calcolo economico per il Tevatron. Il continuo aggiornamento dell'hardware SGI e AIX per le esigenze di elaborazione di quell'esperimento era molto costoso.
Le build iniziali di Fermi Linux erano semplicemente Red Hat Linux con alcune cose disattivate o alcuni pacchetti aggiuntivi aggiunti. Con il rilascio di Scientific Linux, Fermi Linux è diventato una build specifica per "sito" di Linux scientifico.

## Politica di supporto
Fermi Linux segue il ciclo di vita di Linux scientifico per quanto riguarda il supporto e gli aggiornamenti.
C'è una vibrante comunità Linux al Fermilab. Ciò include elenchi di e-mail dedicati e riunioni periodiche fornite dal team di sviluppo di Scientific Linux.

## Fermi Linux LTS
Fermi Linux LTS è in sostanza Red Hat Enterprise Linux, ricompilato.
I lavoratori in Fermilab hanno preso il codice sorgente da Red Hat Enterprise Linux in formato srpm e li hanno ricompilati ottenendo dei binari in formato rpm con le sole restrizioni della licenza dal codice sorgente originale. Raggruppano questi binari in una distribuzione Linux che è quanto più vicina a Red Hat Enterprise Linux. L'obiettivo è garantire che se un programma viene eseguito e certificato su Red Hat Enterprise Linux, verrà eseguito sulla corrispondente versione di Fermi Linux.